# Usul (vidéaste)
Pour les articles homonymes, voir Usul.
Usul (/yzyl/), né le 20 décembre 1985 à Louviers, est un vidéaste web et chroniqueur français.
Il se fait connaître par sa web-série 3615 Usul, qui aborde jeux vidéo et politique, diffusée de 2011 à 2014 sur Jeuxvideo.com, série écrite par lui et Dorian Chandelier. Dans le même temps il anime, toujours avec Dorian, Radio Usul sur Twitch.
Engagé à gauche, il se tourne ensuite vers la vidéo politique, d'abord de manière indépendante comme analyste dans Mes chers contemporains de 2014 à 2016. Puis il rejoint Mediapart en 2016 en tant que chroniqueur avec l’émission l’Air de la campagne. Avec son acolyte Ostpolitik, il anime ensuite Ouvrez les guillemets de 2017 à 2023, Les Portraits sur Blast entre 2021 et 2023, puis Rhinocéros en 2023 sur le même site, cette fois avec Lumi. Il est chroniqueur dans l'émission Backseat depuis sa création en 2021.

## Jeunesse
Usul naît en 1985 à Louviers, dans l'Eure, dans une famille populaire, « socialiste sans conviction ». Sa mère est secrétaire dans le milieu médico-social et son père est ouvrier,. 
Après un baccalauréat littéraire, il rejoint les beaux-arts mais rate ses études et quitte l'école après 6 mois. Depuis ses 18 ans et durant de nombreuses années, il enchaîne les différents emplois avant ses premières vidéos.
Il est militant de la Ligue communiste révolutionnaire (LCR) pendant son adolescence.
Il choisit le surnom « Usul » en référence à Paul Atréides, personnage du roman Dune qui porte lui aussi ce nom secret.

## Chroniques de jeux vidéo
Usul est initialement actif dans le milieu du jeu vidéo, de la fin des années 2000 à la fin des années 2010. Il est alors proche de l'équipe de vidéastes gravitant autour de l'équipe Nesblog, dont font notamment partie le Joueur du Grenier et Karim Debbache. Sa dernière incursion dans ce milieu sera d'ailleurs une mini-série qu'il écrit pour le duo Joueur du Grenier en 2017 puis en 2019, El Presidente, sur la série de jeux Tropico.

### 3615 Usul
Usul commence à publier des vidéos de retrogaming en 2008 sur Dailymotion, puis part sur YouTube à partir de 2011 pour lancer la chaîne « Usul Master » où est diffusée la chronique 3615 Usul en collaboration avec Jeuxvideo.com qui le rend célèbre en tant que critique de jeux vidéo. Plus que simple chroniqueur de jeux vidéo, il s'attache à analyser les thèmes, les mécanismes ou les techniques du milieu vidéoludique. Il cherche à montrer qu'il existe de nombreuses passerelles entre l'art et les jeux vidéo et tend ainsi à en démonter les clichés les plus tenaces.

### Jeuxvideo.com
En octobre 2011, le rédacteur en chef de Jeuxvideo.com le repère et lui propose d'intégrer son équipe de blogueurs vidéo. Usul réalise des vidéos comportant un nombre croissant de références aussi bien littéraires que numériques. Il multiplie peu à peu les analyses sociologiques et politiques, dérivant aux marges du jeu vidéo jusqu'à tenir un discours politique.

## Chroniques politiques

### Mes chers contemporains
En janvier 2014, il met fin à son émission consacrée aux jeux vidéo 3615 Usul ainsi qu'à sa collaboration avec Jeuxvideo.com, expliquant vouloir « retrouver un peu plus de liberté ». La même année, en mars 2014, il lance — sous le pseudonyme « Usul2000 » — une nouvelle série de vidéos intitulée Mes chers contemporains, dans laquelle il brosse le portrait de personnalités contemporaines avec un regard politique critique.

### Ouvrez les guillemets
Le 2 octobre 2017, il sort le premier épisode de Ouvrez les guillemets sur la chaîne Youtube de Mediapart, en compagnie de Ostpolitik, où ils traitent de divers sujets politiques, souvent d'actualité comme la montée de l'extrême-droite, l'écologie ou les violences sexistes et sexuelles. À partir de 2021, dans le cadre de l'élection présidentielle de 2022, l'émission est renommée Ouvrez l'Élysée.[réf. nécessaire]

### Backseat
Le 24 juin 2021, Usul rejoint en tant que chroniqueur la nouvelle émission politique Backseat, animée par le streamer Jean Massiet et diffusée en direct sur la plate-forme Twitch,. Il renouvelle sa participation lors des saisons suivantes.

### Les Portraits
La même année, Usul et Ostpolitik lancent une chronique mensuelle appelée « Les Portraits » diffusée sur le média indépendant Blast. Ils y dressent des portraits de personnalités politiques ayant marqué la Ve République. En 2023, remplacé par Modiie, Usul ne participe plus à cette émission(qui se terminera le 31 juillet 2024).

### Rhinocéros
À la suite de son départ des Portraits, Usul reste sur Blast et crée avec Lumi une nouvelle chronique appelée « Rhinocéros », d'après l'œuvre du même nom d'Eugène Ionesco. Ils y portent un œil critique sur le paysage médiatique français contemporain et reviennent également sur des personnalités ayant marqué le monde des médias.
Leur épisode sur le youtubeur Tibo InShape, sorti en février 2024, déclenche de vives réactions. Usul et Lumi y critiquent en effet avec virulence certaines prises de positions du vidéaste, jugées « racistes » et « réactionnaires », et le qualifient de « facho sympa ». En réaction, l'intéressé annonce porter plainte contre Blast.

## Prises de position

### Positionnement politique et influences
Il est classé politiquement à gauche,,, parfois à l'extrême gauche. Il se revendique régulièrement marxiste. Lui-même indique, en interview au média indépendant Rue89Lyon, l'influence de Pierre Bourdieu sur sa pensée politique. C'est le succès d'Alain Soral sur Internet qui le motive à lutter contre l'influence des discours d'extrême droite en expérimentant de nouvelles formes de médias.
En 2018, il déclare ne plus voter depuis le référendum de 2005 et dit apprécier Jean-Luc Mélenchon.
En 2022, Usul fait partie des personnalités soutenant la candidature de Jean-Luc Mélenchon lors de l'élection présidentielle. Il fait ensuite campagne dans sa ville de Lyon lors des élections législatives de 2022 pour des candidats de la Nouvelle Union populaire écologique et sociale (NUPES) mais également pour des candidats situés plus à gauche dans certaines circonscriptions. Il est présent comme invité à un meeting de la candidate Marie-Charlotte Garin, en compagnie de l'eurodéputée Marie Toussaint et à celui du candidat antifasciste Raphaël Arnault soutenu par le NPA, en compagnie de Philippe Poutou.

### Critique des conflits d'intérêts dans la presse du jeu vidéo
En novembre 2012, lorsqu'éclate l'affaire dite du Doritosgate, Usul dénonce l'absence de réelle déontologie et les nombreux conflits d'intérêts existant dans le milieu de la presse spécialisée jeu vidéo. Il finira cette critique avec sa dernière vidéo réalisée pour Jeuxvideo.com en janvier 2014, dans laquelle il précise un peu plus sa position sur les médias vidéoludiques.

### Renoncement au financement publicitaire
En avril 2014, il annonce renoncer au financement publicitaire pour réaliser sa nouvelle série Mes chers contemporains, en recourant uniquement au financement participatif via la plateforme de dons Tipeee.

### Revirement sur Étienne Chouard
En septembre 2014, Usul publie une vidéo consacrée à l'essayiste français Étienne Chouard dans laquelle il réfute les accusations de collusion avec les milieux fascistes et antisémites. Il se rétracte le lendemain même, jugeant qu'il a « raté le coche » et que les liens de Chouard avec des personnalités comme Alain Soral vont au-delà des « erreurs pardonnables ».

### Loi travail de 2016 et#OnVautMieuxQueCa
À partir de 2016, en adéquation avec son militantisme, il est un des membres fondateurs du collectif #OnVautMieuxQueÇa, lancé en réaction contre l'avant-projet de réforme du Code du travail porté par Myriam El Khomri et visant à libérer la parole sur des problèmes de société.
Usul est également régulièrement invité à des conférences en rapport avec les sujets traités dans sa série Mes chers contemporains, notamment à l'Institut d'études politiques de Lyon, à celui de Rennes, ou à l'Université libre de Bruxelles[réf. nécessaire].

### Vidéo pornographique avec Olly Plum surPornhub
En février 2018, des internautes le reconnaissent dans une vidéo pornographique amateur postée sur PornHub. Il s'agit d'une vidéo tournée avec sa compagne, la camgirl Olly Plum — qualifiée par Libération de « féministe prosexe » — et que le couple a décidé de mettre en ligne. Usul explique : « Je suis en train d'essayer ça. C'est un milieu qui m'intéresse. J'ai pas du tout honte de ce que je fais […] [Le porno] est une pratique  qui n'est toujours pas acceptée. […] Et je pense même que si ça peut ouvrir un débat, ça peut même être intéressant. » La réalisatrice Ovidie soutient Usul et Olly Plum dans leur démarche, mais juge cependant « contradictoire de se revendiquer du marxisme et de publier ses ébats sur Pornhub », plateforme qui a recours à de nombreux montages fiscaux. La vidéo provoque une vague de commentaires « moralisateurs et insultants ». La polémique est relayée notamment sur des blogs d’extrême droite, associée à une campagne de cyberharcèlement envers Olly Plum dans un mélange de slut-shaming et de discours abolitionniste.

### Récolte de fonds contre la réforme des retraites de 2019
En décembre 2019, Usul est l'un des initiateurs du « Stream reconductible », une chaîne de streaming de jeu-vidéo hébergée par la plateforme Twitch. L'objectif d'Usul et de la dizaine d'autres membres est de récolter des fonds pour les caisses de grève établies dans le cadre du mouvement social contre la réforme des retraites en France de 2019-2020. Du 6 au 20 décembre, la chaîne récolte environ 110 000 euros. Le 26 janvier 2020, la vidéo-diffusion s’arrête après 470 h de direct et plus de 150 000 euros récoltés.

## Réalisations
Sauf indication contraire, les informations mentionnées dans cette section peuvent être confirmées par la base de données cinématographiques IMDb,  présente dans la section « Liens externes ».
- 2011-2014 : 3615 Usul, avec Jeuxvideo.com
- 2012-2013 : Radio Usul sur Twitch
- 2014-2016 : Mes chers contemporains
- 2016-2017 : L'Air de la campagne, avec Mediapart
- 2017-2023 : Ouvrez les guillemets, avec Mediapart (renommé entre 2021 et 2022 Ouvrez l'Élysée)
- 2020 : Les Confinautes puis Les Déconfinautes
- 2021-2023 : Les Portraits, avec Blast
- depuis 2021 : Backseat
- depuis 2023 : Rhinocéros, avec Blast
- depuis 2023 : Le Local, avec la CGT
- depuis 2023 : La France a peur, avec Blast

## Filmographie
- 2023 : Mars Express de Jérémie Périn : le professeur (création de voix)